# Strašení (film)
Strašení (v anglickém originále The Terror) je americký hororový film z roku 1963. Režisérem filmu je Roger Corman, režijně však na snímku spolupracovali také Francis Ford Coppola, Monte Hellman, Jack Hill a Jack Nicholson. Hlavní role ve filmu ztvárnili Boris Karloff, Jack Nicholson, Dick Miller, Sandra Knight a Dorothy Neumann.

## Obsazení
| Boris Karloff   | Baron von Leppe/Eric |
| Jack Nicholson  | Andre Duvalier       |
| Dick Miller     | Stefan               |
| Sandra Knight   | Helene/Ilsa          |
| Dorothy Neumann | Katrina              |
| Jonathan Haze   | Gustaf               |
| Wayne Grace     |                      |